# Vononès II
Vononès II est un roi arsacide des Parthes en 51.

## Biographie
Frère putatif du roi Artaban II, il règne sur la Médie et devient roi des Parthes en 51 à la mort de Gotarzès II. Il meurt lui-même la même année. Selon Tacite, « il ne connut ni succès ni échec qui lui aient mérité que l'on se souvienne de lui. Il eut un règne court et sans gloire ».
D'une concubine grecque, il laisse au moins trois fils :
- Pacorus, son fils aîné, règne sur le domaine paternel de Médie de 54 à 72 ;
- Vologèse Ier, le second, lui succède sur  le trône parthe[2] ;
- Tiridate, le cadet, devient roi d'Arménie[2],[3].